# Twierdzenie Stolza
Twierdzenie Stolza,  twierdzenie Stolza-Cesàro – twierdzenie analizy matematycznej o zbieżności pewnych ciągów liczb rzeczywistych. Nazwa pochodzi od nazwisk matematyków Ottona Stolza i Ernesta Cesàro, choć szczególny przypadek udowodnił wcześniej Augustin Louis Cauchy.
Twierdzenie to jest odpowiednikiem reguły de l’Hospitala, która opisuje podobne symbole nieoznaczone dla granic funkcji.

## Twierdzenie
Niech {\displaystyle a_{n},b_{n},n\in \mathbb {N} } będą ciągami liczb rzeczywistych, przy czym:
- ciąg {\displaystyle a_{n}} jest rosnący i rozbieżny do nieskończoności {\displaystyle (\infty );}
- istnieje granica – skończona lub nie – ciągu {\displaystyle {\frac {b_{n}-b_{n-1}}{a_{n}-a_{n-1}}}.}

Wówczas:
{\displaystyle \lim _{n\to \infty }{\frac {b_{n}}{a_{n}}}=\lim _{n\to \infty }{\frac {b_{n}-b_{n-1}}{a_{n}-a_{n-1}}}.}
Równość zachodzi także, gdy {\displaystyle a_{n},b_{n}} zbiegają do zera, a {\displaystyle a_{n}} jest ściśle monotoniczny.

## Dowód

### Lemat
Jeżeli {\displaystyle c_{1},\dots ,c_{k},d_{1},\dots ,d_{k}>0,}    to {\displaystyle {\frac {c_{1}+\ldots +c_{k}}{d_{1}+\ldots +d_{k}}}} jest kombinacją wypukłą liczb {\displaystyle {\frac {c_{1}}{d_{1}}},\dots ,{\frac {c_{k}}{d_{k}}}.}
Dowód
{\displaystyle {\frac {c_{1}+\ldots +c_{k}}{d_{1}+\ldots +d_{k}}}={\frac {c_{1}}{d_{1}}}\cdot {\frac {d_{1}}{d_{1}+d_{2}+\ldots +d_{k}}}+{\frac {c_{2}}{d_{2}}}\cdot {\frac {d_{2}}{d_{1}+d_{2}+\ldots +d_{k}}}+\ldots +{\frac {c_{k}}{d_{k}}}\cdot {\frac {d_{k}}{d_{1}+d_{2}+\ldots +d_{k}}}.}
Teza Lematu wynika z tego, że {\displaystyle {\frac {d_{i}}{d_{1}+d_{2}+\ldots +d_{k}}}\geqslant 0} oraz {\displaystyle \sum _{i=1}^{k}{\frac {d_{i}}{d_{1}+d_{2}+\ldots +d_{k}}}=1.}

### Przypadek zbieżności
Załóżmy, że ciąg {\displaystyle \left({\frac {b_{n}-b_{n-1}}{a_{n}-a_{n-1}}}\right)_{n\in \mathbb {N} }} jest zbieżny do pewnej liczby {\displaystyle g\in \mathbb {R} .} Niech {\displaystyle \varepsilon >0.} Wówczas istnieje liczba {\displaystyle N\in \mathbb {N} } taka, że
{\displaystyle g-\varepsilon <{\frac {b_{i}-b_{i-1}}{a_{i}-a_{i-1}}}<g+\varepsilon }
dla {\displaystyle i>N.} Ustalmy {\displaystyle n>N.} Na podstawie lematu dla {\displaystyle c_{i}=b_{i}-b_{i-1}} i {\displaystyle d_{i}=a_{i}-a_{i-1}} otrzymujemy, że
{\displaystyle {\frac {c_{N+1}+\ldots +c_{n}}{d_{N+1}+\ldots +d_{n}}}={\frac {b_{N+1}-b_{N}+b_{N+2}-b_{N+1}+\ldots +b_{n}-b_{n-1}}{a_{N+1}-a_{N}+a_{N+2}-a_{N+1}+\ldots +a_{n}-a_{n-1}}}={\frac {b_{n}-b_{N}}{a_{n}-a_{N}}}}
jest kombinacją wypukłą liczb {\displaystyle {\frac {c_{i}}{d_{i}}}={\frac {b_{i}-b_{i-1}}{a_{i}-a_{i-1}}}} dla {\displaystyle i=N+1,N+2,\dots ,n.} Zatem
{\displaystyle g-\varepsilon <{\frac {b_{n}-b_{N}}{a_{n}-a_{N}}}<g+\varepsilon .}
Stąd, oczywiście, otrzymujemy
{\displaystyle \left|{\frac {b_{n}-b_{N}}{a_{n}-a_{N}}}-g\right|<\varepsilon }
dla {\displaystyle n>N.} Dalej mamy
{\displaystyle {\frac {b_{n}}{a_{n}}}-g={\frac {b_{N}}{a_{n}}}+{\frac {b_{n}-b_{N}}{a_{n}}}-g={\frac {b_{N}}{a_{n}}}+{\frac {a_{n}-a_{N}}{a_{n}}}\cdot {\frac {b_{n}-b_{N}}{a_{n}-a_{N}}}-g={\frac {b_{N}}{a_{n}}}-{\frac {a_{N}}{a_{n}}}\cdot g+{\frac {a_{n}-a_{N}}{a_{n}}}\left({\frac {b_{n}-b_{N}}{a_{n}-a_{N}}}-g\right).}
Zatem z faktu, że {\displaystyle 0\leqslant {\frac {a_{n}-a_{N}}{a_{n}}}\leqslant 1,} otrzymujemy
{\displaystyle \left|{\frac {b_{n}}{a_{n}}}-g\right|\leqslant \left|{\frac {b_{N}}{a_{n}}}\right|+\left|{\frac {a_{N}}{a_{n}}}\cdot g\right|+\left|{\frac {b_{n}-b_{N}}{a_{n}-a_{N}}}-g\right|.}
Z uwagi na to, że {\displaystyle {\frac {b_{N}}{a_{n}}}\to 0,} {\displaystyle {\frac {a_{N}}{a_{n}}}\to 0} znajdziemy liczbę {\displaystyle N'\geqslant N} taką, że {\displaystyle \left|{\frac {b_{N}}{a_{n}}}\right|+\left|{\frac {a_{N}}{a_{n}}}\cdot g\right|<\varepsilon } dla {\displaystyle n>N'\geqslant N.} Czyli
{\displaystyle \left|{\frac {b_{n}}{a_{n}}}-g\right|<2\varepsilon }
dla każdego {\displaystyle n>N',} co daje tezę.

### Przypadek granicy niewłaściwej
Załóżmy teraz, że ciąg {\displaystyle \left({\frac {b_{n}-b_{n-1}}{a_{n}-a_{n-1}}}\right)_{n\in \mathbb {N} }} ma granicę niewłaściwą. Wystarczy rozważyć przypadek, gdy {\displaystyle \lim _{n\to \infty }{\frac {b_{n}-b_{n-1}}{a_{n}-a_{n-1}}}=\infty .} Jeśli granica jest równa {\displaystyle -\infty ,} dowód przebiega analogicznie.
Zauważmy, że {\displaystyle \lim _{n\to \infty }{\frac {b_{n}-b_{n-1}}{a_{n}-a_{n-1}}}=\infty } implikuje {\displaystyle \lim _{n\to \infty }{\frac {a_{n}-a_{n-1}}{b_{n}-b_{n-1}}}=0.} Pokażemy, że {\displaystyle \lim _{n\to \infty }b_{n}=\infty } oraz {\displaystyle (b_{n})} jest rosnący. Wówczas na mocy udowodnionego Przypadku I otrzymamy, że {\displaystyle \lim _{n\to \infty }{\frac {a_{n}}{b_{n}}}=0.} To wobec założenia {\displaystyle \lim _{n\to \infty }a_{n}=\infty } oznaczać będzie, że {\displaystyle {\frac {a_{n}}{b_{n}}}>0} dla dostatecznie dużych {\displaystyle n,} a w konsekwencji {\displaystyle \lim _{n\to \infty }{\frac {b_{n}}{a_{n}}}=\infty .}
Z faktu {\displaystyle \lim _{n\to \infty }{\frac {b_{n}-b_{n-1}}{a_{n}-a_{n-1}}}=\infty } wynika istnienie liczby {\displaystyle N} takiej, że
{\displaystyle {\frac {b_{n}-b_{n-1}}{a_{n}-a_{n-1}}}>1}
dla każdego {\displaystyle n\geqslant N.} Wówczas
{\displaystyle b_{n}-b_{n-1}>a_{n}-a_{n-1}>0} dla {\displaystyle n\geqslant N.}
Gdzie ostatnia nierówność wynika z założenia o monotoniczności {\displaystyle (a_{n})}. Mamy {\displaystyle b_{n}-b_{n-1}>0}, czyli {\displaystyle (b_{n})} jest rosnący.
Dodając powyższe nierówności dla {\displaystyle n=N,N+1,N+2,\dots ,N+k,} otrzymujemy
{\displaystyle b_{N+k}-b_{N+k-1}+b_{N+k-1}-b_{N+k-2}+\ldots +b_{N}-b_{N-1}>a_{N+k}-a_{N+k-1}+a_{N+k-1}-a_{N+k-2}+\ldots +a_{N}-a_{N-1}.}
Po uproszczeniu obu stron uzyskujemy
{\textstyle b_{N+k}-b_{N-1}>a_{N+k}-a_{N-1}.}
Stąd dla dowolnego {\displaystyle k=1,2,\dots } prawdziwa jest nierówność:
{\displaystyle b_{N+k}>a_{N+k}-a_{N-1}+b_{N-1}.}
Ponieważ {\displaystyle \lim _{k\to \infty }(a_{N+k}-a_{N-1}+b_{N-1})=\infty ,} to {\displaystyle \lim _{n\to \infty }b_{n}=\infty ,} co kończy dowód.

## Przykłady

### Twierdzenie Cauchy’ego o zbieżności ciągu średnich arytmetycznych
Jeśli ciąg {\displaystyle (x_{n})_{n\in \mathbb {N} }} jest zbieżny (do granicy skończonej lub nieskończonej), to ciąg średnich arytmetycznych pierwszych {\displaystyle n} wyrazów {\displaystyle \left({\frac {x_{1}+x_{2}+\ldots +x_{n}}{n}}\right)_{n\in \mathbb {N} }} jest zbieżny do tej samej granicy, symbolicznie:
{\displaystyle \lim _{n\to \infty }{\frac {x_{1}+x_{2}+\ldots +x_{n}}{n}}=\lim _{n\to \infty }x_{n}.}
Powyższa równość granic ma związek z sumowalnością metodą Cesàro; dokładniej jeśli szereg jest zbieżny, to jest także sumowalny metodą Cesàro i obie te wartości są równe. Pokazuje to, że sumowalność metodą Cesàro jest uogólnieniem sumowalności metodą klasyczną.
Dowód: zdefiniujmy {\displaystyle a_{n}=n} i {\displaystyle b_{n}=x_{1}+x_{2}+\ldots +x_{n}.} Zauważmy, że {\displaystyle a_{n}-a_{n-1}=1} oraz {\displaystyle b_{n}-b_{n-1}=x_{n}.} Zatem {\displaystyle \lim _{n\to \infty }{\frac {b_{n}-b_{n-1}}{a_{n}-a_{n-1}}}=\lim _{n\to \infty }x_{n},} więc na mocy twierdzenia Stolza otrzymujemy, że
{\displaystyle \lim _{n\to \infty }{\frac {x_{1}+x_{2}+\ldots +x_{n}}{n}}=\lim _{n\to \infty }{\frac {b_{n}}{a_{n}}}=\lim _{n\to \infty }{\frac {b_{n}-b_{n-1}}{a_{n}-a_{n-1}}}=\lim _{n\to \infty }x_{n}.}

### Sumy potęg kolejnych liczb naturalnych
Ustalmy {\displaystyle k\in \mathbb {N} .} Niech {\displaystyle a_{n}=n^{k+1},b_{n}=1^{k}+2^{k}+\ldots +n^{k},n\in \mathbb {N} .} Rozważmy ciąg:
{\displaystyle (c_{n})_{n\in \mathbb {N} }=\left({\frac {b_{n}}{a_{n}}}\right)_{n\in \mathbb {N} }.}
Zauważmy, że {\displaystyle a_{n}{\xrightarrow[{n\to \infty }]{}}\infty } oraz {\displaystyle b_{n}{\xrightarrow[{n\to \infty }]{}}\infty .}
Aby obliczyć granicę ciągu {\displaystyle (c_{n})_{n\in \mathbb {N} },} skorzystamy z twierdzenia Stolza. Obliczamy:
{\displaystyle {\begin{aligned}\left({\frac {b_{n}-b_{n-1}}{a_{n}-a_{n-1}}}\right)&={\frac {n^{k}}{n^{k+1}-(n-1)^{k+1}}}\\&={\frac {n^{k}}{n^{k+1}-(n^{k+1}-(k+1)n^{k}+\ldots )}}\\&={\frac {n^{k}}{(k+1)n^{k}+\ldots }}\ \ {\xrightarrow[{n\to \infty }]{}}\ \ {\frac {1}{k+1}}.\end{aligned}}}
Wobec tego:
{\displaystyle \lim _{n\to \infty }c_{n}=\lim _{n\to \infty }\left({\frac {b_{n}}{a_{n}}}\right)=\lim _{n\to \infty }\left({\frac {b_{n}-b_{n-1}}{a_{n}-a_{n-1}}}\right)={\frac {1}{k+1}}.}

## Twierdzenie odwrotne
Twierdzenie Stolza nie daje się odwrócić, tzn. ze zbieżności ciągu {\displaystyle {\frac {b_{n}}{a_{n}}}} nie wynika zbieżność ciągu {\displaystyle {\frac {b_{n}-b_{n-1}}{a_{n}-a_{n-1}}}}.
Pokazuje to przykład:
Niech {\displaystyle a_{n}=n} i {\displaystyle b_{2n}=b_{2n-1}=n} dla {\displaystyle n\in \mathbb {N} .} Wówczas {\displaystyle {\frac {b_{2n}}{a_{2n}}}={\frac {1}{2}}} oraz {\displaystyle {\frac {b_{2n-1}}{a_{2n-1}}}={\frac {n}{2n-1}}.} Zatem {\displaystyle \lim _{n\to \infty }{\frac {b_{n}}{a_{n}}}={\frac {1}{2}}.} Z drugiej strony
{\displaystyle {\frac {b_{2n}-b_{2n-1}}{a_{2n}-a_{2n-1}}}=0} i {\displaystyle {\frac {b_{2n+1}-b_{2n}}{a_{2n+1}-a_{2n}}}=1.}
To pokazuje, że ciąg {\displaystyle \left({\frac {b_{2n}-b_{2n-1}}{a_{2n}-a_{2n-1}}}\right)_{n\in \mathbb {N} }} nie jest zbieżny.